# Cockshutt
Die Firma Cockshutt Farm Equipment war ein Landmaschinenhersteller aus Kanada.

## Geschichte
1877 gründete James G. Cockshutt in Brantford eine Firma zur Herstellung landwirtschaftlicher Geräte mit dem Namen Brantford Plow Works. 1882 erfolgte die Umbenennung in Cockshutt Plow Company.
Zu Beginn wurden, wie der Name bereits andeutet Pflüge hergestellt, später kamen dann weitere Geräte wie Sämaschinen und andere Bodenbearbeitungsgeräte hinzu.

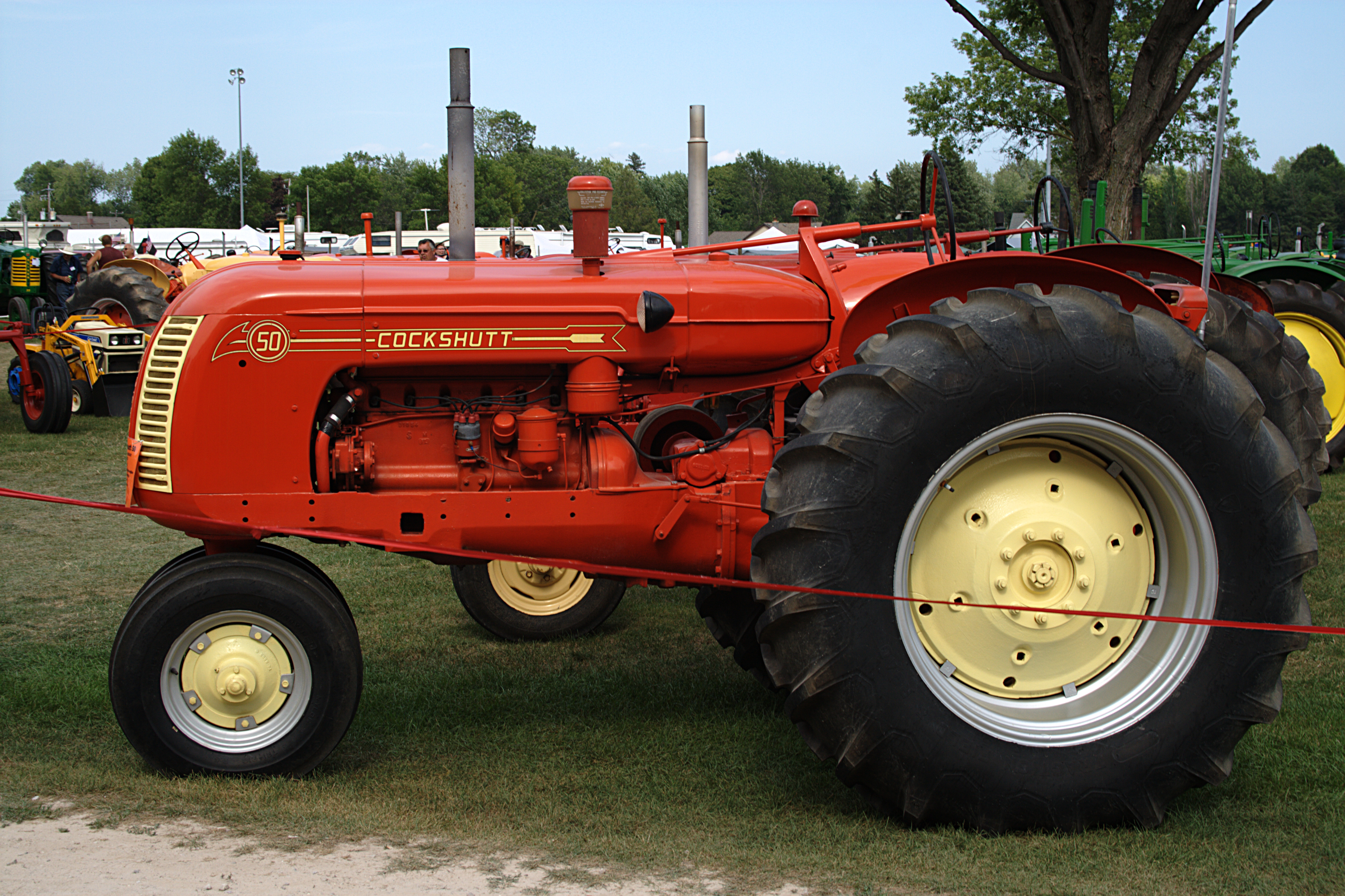
Cockshutt 50, Bj. 1955

Da Cockshutt selbst keine Traktoren herstellte, begann man ab 1929 Traktoren der Marke Allis-Chalmers zu verkaufen. Ab 1935 wechselte man zu Traktoren der Marke Oliver.
Nach Ausbruch des Zweiten Weltkrieges wurden bei Cockshutt Teile für Militärfahrzeuge und Flugzeuge hergestellt. Aufgrund der durch den Krieg zusätzlich eingestellten Mitarbeiter konnte man sich an die Entwicklung neuer Maschinen, wie Traktoren und selbstfahrenden Mähdreschern machen. So stellte man 1946 mit dem Cockshutt 30 den ersten selbst entwickelten Traktor vor. Diese Traktorenreihe wurde später noch um die Modelle Cockshutt 20, 40 und 50 erweitert. Dabei wurden Motoren der Buda Engine Company, abgesehen vom Cockshutt 20, dessen Motor von Continental stammte, verwendet. Nachdem Buda vom Konkurrenten Allis-Chalmers übernommen worden war, bezog Cockshutt Motoren von Perkins, Hercules und Continental.
1958 wurde mit der von Raymond Loewy entworfenen 500er Serie eine neue Traktorenbaureihe vorgestellt. Ab 1960 wurden dieselbetriebene Traktoren von Fiatagri unter eigenem Label verkauft.
1962 wurde Cockshutt von der White Motor Company aufgekauft, und wurde in die, zwei Jahre zuvor von White übernommenen, Oliver Corporation eingegliedert. Ab diesem Zeitpunkt wurden Traktoren nur noch von Oliver zu Cockshutt umlackiert, bis die Marke Cockshutt 1972 aufgegeben wurde.